# Hemibagrus planiceps
Hemibagrus planiceps és una espècie de peix de la família dels bàgrids i de l'ordre dels siluriformes que es troba a Sumatra, Java i a la conca del riu Mekong.
Els mascles poden assolir els 33,5 cm de longitud total.